# Peter Lawford
Peter Sydney Ernest Lawford est un acteur et producteur de cinéma britannique né Aylen le 7 septembre 1923 à Londres (Royaume-Uni) et mort le 24 décembre 1984 à Los Angeles en Californie (États-Unis).

## Biographie

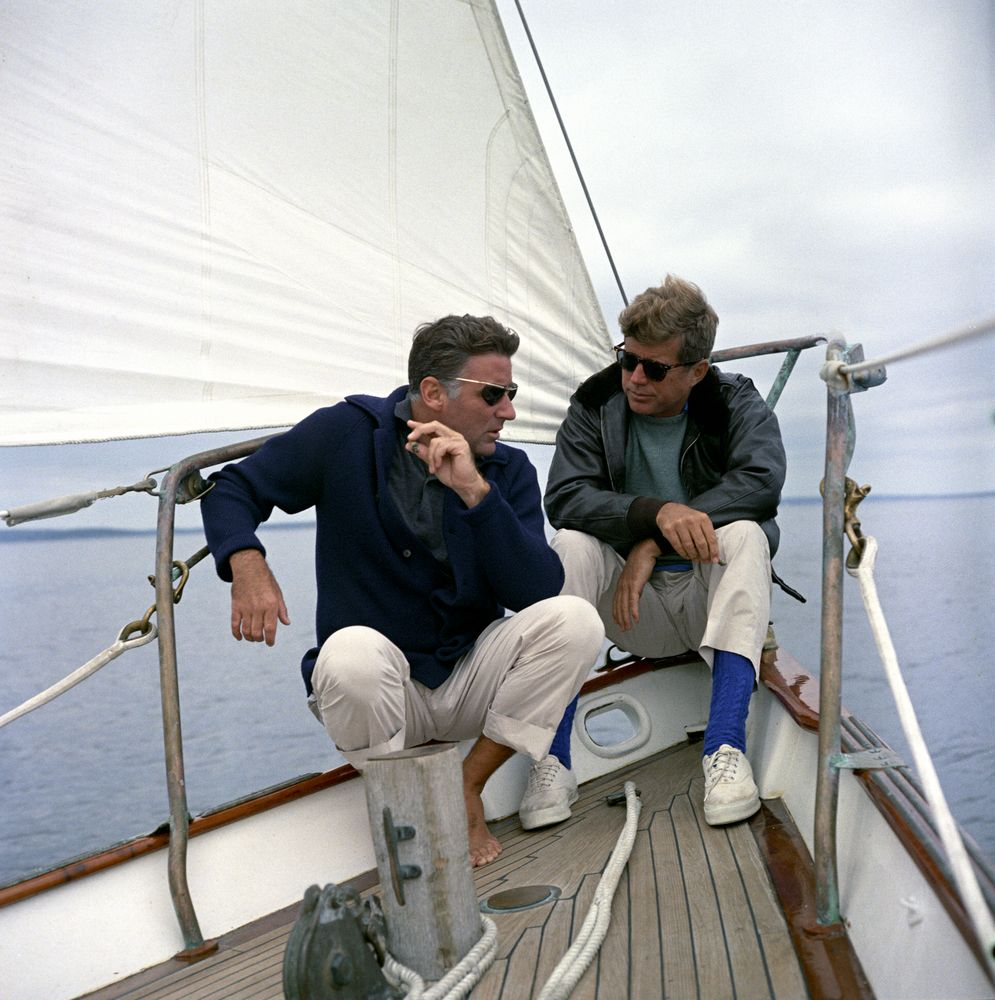
Peter Lawford et le président John F. Kennedy à bord du yacht Manitou en 1962.

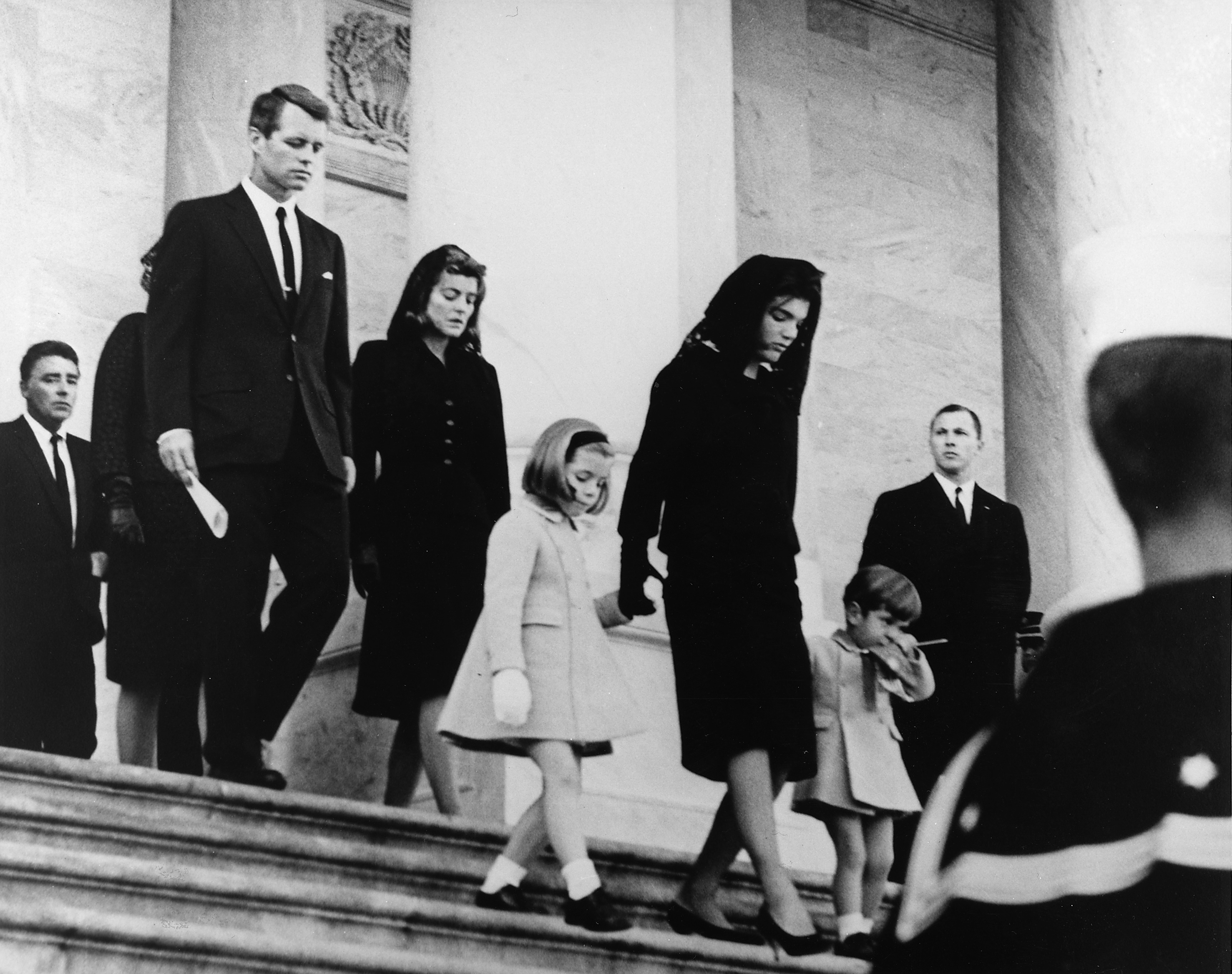
Peter Lawford (à gauche, derrière les Kennedy sortant du Capitole) lors de l’enterrement de John Fitzgerald Kennedy le 25 novembre 1963.

Membres du Rat Pack, (de gauche à droite) : Frank Sinatra, Dean Martin, Sammy Davis Jr., Peter Lawford et Joey Bishop.

Marié à Patricia Kennedy, sœur de John F. Kennedy, il joua un rôle important en ralliant à la cause de son beau-frère les vedettes hollywoodiennes, telles que Frank Sinatra, lors de la campagne présidentielle de 1960. Le couple eut quatre enfants : Christopher (1955-2018), Sydney (née en 1956), Victoria (née en 1958) et Robin (née en 1961).
Peter Lawford fut la dernière personne qui parla à Marilyn Monroe avant sa mort.

## Filmographie

### Acteur au cinéma

#### Années 1930
- 1931 : Poor Old Bill : Horace
- 1931 : A Gentleman of Paris (en) : enfant
- 1938 : Barreaux blancs (Lord Jeff) : Benny Potter

#### Années 1940
- 1942 : Madame Miniver (Mrs. Miniver) de William Wyler : pilote
- 1942 : L'Escadrille des aigles : pilote
- 1942 : Un drôle de lascar (A Yank at Eton) de Norman Taurog : Ronnie Kenvil
- 1942 : Pilotes de chasse (Thunder Birds) : Cadet anglais
- 1942 : Junior Army : Cadet Wilbur
- 1942 : Prisonniers du passé (Random Harvest) : soldat
- 1943 : Aventure en Libye (Immortal Sergeant) : soldat
- 1943 : London Blackout Murders : Percy, soldier on train
- 1943 : Un commando en Bretagne (Assignment in Brittany) : navigateur
- 1943 : The Purple V : Roger
- 1943 : Un espion a disparu : étudiant
- 1943 : Pilot N° 5 : soldat anglais
- 1943 : L'Aventure inoubliable (The Sky's the Limit) : Naval Commander
- 1943 : Le Héros du Pacifique (The Man from Down Under) : Mr Jones
- 1943 : Someone to Remember, de Robert Siodmak : Joe Downes
- 1943 : West Side Kid : Jerry Winston
- 1943 : Échec à la mort (Sherlock Holmes Faces Death) : jeune marin au bar (non crédité)
- 1943 : Corvette K-225 : Naval Officer
- 1943 : Paris After Dark : Frenchman
- 1943 : Les Diables du Sahara (Sahara) : soldat britannique
- 1943 : Obsessions (Flesh and Fantasy) : Pierrot
- 1943 : Fou de girls (Girl Crazy) de Norman Taurog et Busby Berkeley : Boy
- 1944 : Les Aventures de Mark Twain (The Adventures of Mark Twain) : le jeune célébrant Oxford
- 1944 : Les Blanches Falaises de Douvres (The white cliffs of Dover) : John Ashwood II jeune homme
- 1944 : Le Fantôme de Canterville (The Canterville Ghost) : Anthony de Canterville
- 1944 : Madame Parkington (Mrs. Parkington) : Lord Thornley
- 1945 : Le Portrait de Dorian Gray (The Picture of Dorian Gray) : David Stone
- 1945 : Le Fils de Lassie (Son of Lassie) : Joe Carraclough
- 1945 : Le Verdict de l'amour (Perfect Strangers) d'Alexander Korda : Introduction - USA Version
- 1945 : Ziegfeld Follies : Porky in 'Number Please' (voix)
- 1946 : Du burlesque à l'opéra (Two Sisters from Boston) de Henry Koster : Lawrence Tyburt Patterson Jr
- 1946 : La Folle Ingénue (Cluny Brown) d'Ernst Lubitsch : Andrew Carmel
- 1947 : My Brother Talks to Horses de Fred Zinnemann : John S. Penrose
- 1947 : Tout le monde chante (It Happened in Brooklyn) : Jamie Shellgrove
- 1947 : Vive l'amour (Good News) : Tommy Marlowe
- 1948 : Dans une île avec vous (On an Island with You) : lieutenant Lawrence Y. Kingslee
- 1948 : Parade de printemps (Easter Parade) : Jonathan Harrow III
- 1948 : La Belle imprudente (Julia Misbehaves) : Ritchie Lorgan
- 1949 : Les Quatre Filles du docteur March (Little Women) de Mervyn LeRoy : Laurie Laurence
- 1949 : Le Danube rouge (The Red Danube) de George Sidney : Major John 'Twingo' McPhimister

#### Années 1950
- 1950 : J'ai trois amours (Please Believe Me) : Jeremy Taylor
- 1951 : Mariage royal (Royal Wedding) : Lord John Brindale
- 1952 : Une fois n'engage à rien (Just This Once) : Mark MacLene IV
- 1952 : La Loi du fouet (Kangaroo) : Richard Connor
- 1952 : Toi pour moi (You for Me) : Tony Brown
- 1952 : The Hour of 13 : Nicholas Revel
- 1953 : On se bat aux Indes (Rogue's March) : capitaine Dion Lenbridge
- 1954 : Une femme qui s'affiche (It Should Happen to You) : Evan Adams III
- 1959 : La Proie des vautours (Never So Few) : capitaine Grey Travis

#### Années 1960
- 1960 : L'Inconnu de Las Vegas (Ocean's Eleven) : Jimmy Foster
- 1960 : Exodus : Major Caldwell
- 1960 : Pepe : (caméo)
- 1962 : Les Trois Sergents (Sergeants 3) : sergent Larry Barrett
- 1962 : Tempête à Washington (Advise & Consent) : sénateur Lafe Smith
- 1962 : Le Jour le plus long (The Longest Day) : Lord Lovat
- 1964 : La mort frappe trois fois (Dead Ringer) : Tony Collins
- 1965 : L'Enquête (Sylvia) : Frederic Summers
- 1965 : Harlow, la blonde platine (Harlow) : Paul Bern
- 1966 : La Statue en or massif (The Oscar) : Steve Marks
- 1966 : A Man Called Adam : Manny
- 1967 : Deux billets pour Mexico (Geheimnisse in goldenen Nylons) : Stephen Daine
- 1968 : Sel, Poivre et Dynamite (Salt and Pepper) : Christopher Pepper
- 1968 : Skidoo (Skidoo) : le Sénateur
- 1968 : Buona sera Madame Campbell (Buona Sera, Mrs. Campbell) : Justin Young
- 1969 : La Limite du péché (Quarta parete) : Papá Baroni
- 1969 : Cramponne-toi Jerry (Hook, Line & Sinker) : Dr Scott Carter
- 1969 : Folies d'avril (The April Fools) : Ted Gunther

#### Années 1970
- 1970 : Togetherness
- 1970 : One More Time : Christopher Pepper / Lord Sydney Pepper
- 1971 : Pigeon d'argile (Clay Pigeon) : Government Agent
- 1972 : Ils ne tuent que leurs maîtres (They Only Kill Their Masters) de James Goldstone : Campbell
- 1974 : Il était une fois Hollywood (That's entertainment) de Jack Haley Jr. : lui-même
- 1975 : Rosebud : Lord Carter
- 1976 : Won Ton Ton, le chien qui sauva Hollywood (Won Ton Ton, the Dog Who Saved Hollywood) de Michael Winner : Slapstick star
- 1979 : Angels' Brigade : Burke

#### Années 1980
- 1980 : Gypsy Angels
- 1981 : Body and Soul (en) : Big Man
- 1983 : Where Is Parsi? (Where Is Parsifal?) : Montague Chippendale

### Acteur à la télévision
- 1954 : Dear Phoebe (série télévisée) : Bill Hastings
- 1957 : " Monsieur et Madame détective" ("The thin man", série télévisée): Nick Charles
- 1961 : Summer on Ice (TV) : Host
- 1962 : President Kennedy's Birthday Salute (TV) : Host
- 1966 : Les Mystères de l'Ouest (The Wild Wild West), (série TV) - Saison 2 épisode 5, La Nuit des Revenants (The Night of the Returning Dead), de Richard Donner : Carl Jackson
- 1967 : How I Spent My Summer Vacation (TV) : Ned Pine
- 1971 : A Step Out of Line (TV) : Art Stoyer
- 1971 : The Deadly Hunt (TV) : Mason
- 1971 : Ellery Queen: Don't Look Behind You (TV) : Ellery Queen
- 1971 : Le Virginien (TV) saison 9 épisode 22 (The Town Killer) : Hunter
- 1968 : Doris comédie (The Doris Day Show) (série télévisée) : Dr Peter Lawrence (1971-1973)
- 1974 : The Phantom of Hollywood (TV) : Roger Cross
- 1977 : L'Île fantastique (TV) : Grant Baines
- 1979 : Highcliffe Manor (série télévisée) : le narrateur
- 1979 : Mysterious Island of Beautiful Women (TV) : Gordon Duvall

### Comme producteur
- 1963 : Johnny Cool
- 1965 : Billie (en)
- 1968 : Salt and Pepper
- 1970 : One More Time